# 今井清
今井 清（いまい きよし、1882年（明治15年）9月10日 - 1938年（昭和13年）1月22日）は、日本の陸軍軍人。最終階級は陸軍中将。

## 経歴
愛知県出身。今井惟清の三男として生まれる。名古屋陸軍地方幼年学校、中央幼年学校を経て、1903年11月、陸軍士官学校（15期）を卒業。翌年3月、歩兵少尉に任官し歩兵第6連隊付となる。1914年11月、陸軍大学校（26期）を優等で卒業した。
歩兵第6連隊中隊長、参謀本部付勤務、参謀本部員、スウェーデン駐在、デンマーク駐在、陸軍技術本部付（欧州出張）、陸大教官、歩兵第80連隊長、参謀本部演習課長、同作戦課長などを経て、1930年8月、陸軍少将となり歩兵第30旅団長に就任。陸大教官、陸大幹事、参謀本部付などを歴任し、1934年8月、陸軍中将となった。
参謀本部第1部長を経て、陸軍省人事局長に在任中の1935年8月12日、相沢三郎中佐に永田鉄山軍務局長が斬殺される相沢事件が発生。翌8月13日付けで後任の軍務局長に就任した。陸軍兵器本廠付、第4師団長などを経て、日中戦争勃発時には参謀次長であった。兼陸大校長、参謀本部付を経て、1938年1月、病により死去した。

## 位階
- 1904年（明治37年）5月17日 - 正八位[5]
- 1905年（明治38年）8月18日 - 従七位[6]
- 1910年（明治43年）9月30日 - 正七位[7]
- 1915年（大正4年）10月30日 - 従六位[8]
- 1920年（大正9年）11月30日 - 正六位[9]
- 1924年（大正13年）12月27日 - 従五位[10]
- 1930年（昭和5年）2月1日 - 正五位[11]
- 1934年（昭和9年）9月1日 - 従四位[12]

## 親族
- 二男 今井義郎（陸軍少佐）[1]